# 귄터 베니슈
귄터 베니슈(독일어: Günter Behnisch, 1922년 6월 12일 ~ 2010년 7월 12일)는 독일의 건축가이다.

## 생애
귄터 베니슈는 드레스덴 근교에 위치한 로크비츠에서 3명의 자녀 가운데 둘째로 태어났다. 나치 독일 정권 시절에는 독일 사회민주당 소속 당원으로 활동하던 아버지가 정부의 수사 과정에서 체포되면서 해고되었고 켐니츠로 재배치되면서 많은 학교에 재학했다. 17세 시절이던 1939년에는 독일 해군에 자원 입대하여 유보트 장교로 복무했고 잠수함 U952, U2337을 지휘했다. 제2차 세계 대전 말기에는 영국군에 투항하면서 노섬벌랜드주의 페더스톤성에서 전쟁 포로로 잡혔다가 나중에 독일로 돌아오게 된다.
귄터 베니슈는 처음에 벽돌공으로 훈련을 받았고 1947년에는 슈투트가르트 공과대학교에 입학하면서 건축학을 전공했다. 1952년에는 슈투트가르트에서 독자적인 건설 회사를 설립했는데 이 회사는 1966년에 회사 이름을 베니슈 & 파트너로 바꾸게 된다. 1967년부터 1987년까지 다름슈타트 공과대학교에서 건축·설계 및 산업건축 기술 전문 교수로 재직했다.
귄터 베니슈가 건립한 대표적인 건축물로는 1972년 뮌헨 하계 올림픽 주경기장으로 사용된 뮌헨 올림픽 스타디움, 서독의 수도였던 본에 설립된 서독 의회의사당이 있다. 그의 아들인 슈테판 베니슈는 1989년에 별도의 건설 회사인 베니슈 아르히테켄을 설립했다.